# Saxen
Saxen là một đô thị thuộc huyện Perg thuộc bang Oberösterreich, Áo. Đô thị Saxen có diện tích 19 km², dân số thời điểm năm 2006 là 1739 người.